# Angimayak
Der Angimayak, vormals bis 2012 offiziell Angimajuq River, ist ein 134 km langer Zufluss der Bucht Tariyunnuaq (vormals Melville Sound) im kanadischen Territorium Nunavut.

## Verlauf
Der Angimayak hat sein Quellgebiet in einem seenreichen Gebiet 114 km ostnordöstlich der Siedlung Bathurst Inlet. Er fließt in nordnordwestlicher Richtung durch eine von unzähligen kleinen Seen durchsetzte Tundralandschaft des Kanadischen Schilds und mündet schließlich in die Bucht Tariyunnuaq.